# Общероссийский классификатор видов экономической деятельности
Общеросси́йский классифика́тор ви́дов экономи́ческой де́ятельности (ОКВЭД) — документ, входящий в состав общероссийских классификаторов технико-экономической и социальной информации и содержащий статистические сведения, благодаря которым органы государственной власти могут понимать, чем занимается субъект предпринимательской деятельности.
Под таким названием существовали три документа:
- в 2003—2017 годах — классификатор ОК 029-2001 (КДЕС Ред. 1);
- в 2008—2017 годах — классификатор ОК 029-2007 (КДЕС Ред. 1.1);
- с 2017 года по настоящее время — ОК 029-2014 (КДЕС Ред. 2).

До принятия ОКВЭД в 1976—2003 годах использовался «Общесоюзный классификатор „Отрасли народного хозяйства“» 1 75 018 (ОКОНХ).
На Украине аналогом ОКВЭД является Классификатор видов экономической деятельности (КВЭД). В Белоруссии в отдельных случаях применяется Общегосударственный классификатор Республики Беларусь ОКРБ 005-2011 «Виды экономической деятельности» (ОКЭД). Европейский аналог — Статистическая классификация видов деятельности в Европейском экономическом сообществе
Основой классификатора является Международная стандартная отраслевая классификация.
Например: ОКВЭД 25.40:
- C — Раздел «Обрабатывающие производства»
- 25 — Класс «Производство готовых металлических изделий, кроме машин и оборудования»
  - 25.4 — Подкласс «Производство оружия и боеприпасов»
    - 25.40 — Группа «Производство оружия и боеприпасов»

## Описание
Общероссийский классификатор видов экономической деятельности ОК 029-2014 (КДЕС Ред. 2) введён в действие с 1 февраля 2014 г. приказом Федерального агентства по техническому регулированию и метрологии от 31 января 2014 г. № 14-ст. Этим же приказом с 1 января 2017 г. отменены предыдущие редакции ОКВЭД: ОК 029-2001 (КДЕС Ред. 1) и ОК 029-2007 (КДЕС Ред. 1.1).
ОКВЭД построен на основе гармонизации с официальной версией второй редакции Статистической классификации видов экономической деятельности в Европейском экономическом сообществе (англ. Statistical classification of economic activities in the European Community, NACE Rev.2) путём сохранения в ОКВЭД2 (из NACE Rev.2) кодов (до четырёх знаков включительно) и наименований соответствующих группировок без изменения объёмов понятий. Особенности, отражающие потребности российской экономики по детализации видов экономической деятельности, учитываются в группировках ОКВЭД2 на уровне группировок с пяти- и шестизначными кодами.
В данном классификаторе значительно повышен уровень детализации: разделов (секций) в ОКВЭД2 — 21 против 17 в ОКВЭД. При этом количество группировок увеличено примерно с 2000 до 2680. Буквенные коды (теперь от A до U) не несут самостоятельной кодовой нагрузки и значения, так как шестизначное цифровое кодовое обозначение является уникальным для классификатора в целом. Они сохранены только для целей преемственности с NACE Rev.2 и не должны использоваться при построении кодовых обозначений.
В качестве классификационных признаков видов экономической деятельности в ОКВЭД2 используются признаки, характеризующие сферу деятельности, процесс производства (технологию). В качестве дополнительного (в пределах одного и того же процесса производства) может выделяться признак «используемое сырье и материалы». В соответствии с международной практикой в ОКВЭД2 не учитываются такие классификационные признаки, как форма собственности, организационно-правовая форма и ведомственная подчинённость хозяйствующих субъектов, не делается различий между внутренней и внешней торговлей, рыночными и нерыночными, коммерческими и некоммерческими видами экономической деятельности.

## Предыдущие версии

### ОК 029-2001
Классификатор ОК 029-2001 (КДЕС Ред. 1) создан на основе официальной русской версии «Статистической классификации видов экономической деятельности» в Европейском экономическом сообществе (КДЕС; англ. Statistical classification of economic activities in the European Community) и утверждён постановлением Госстандарта № 454-ст от 6 ноября 2001 г., введён в действие с 1 января 2003 г. С 1 января 2008 г. дополнен классификатором ОК 029-2007 (КДЕС Ред. 1.1), утверждённым приказом Ростехрегулирования № 329-ст от 22 ноября 2007 г. Заменил собой Общесоюзный классификатор отраслей народного хозяйства (ОКОНХ) и части I и IV Общероссийского классификатора видов экономической деятельности, продукции и услуг (ОКДП), касающиеся экономической деятельности.
Код группировок видов экономической деятельности состоит из 2—6 цифровых знаков и его структура может быть представлена в следующем виде:
- XX — класс;
- ХХ.Х — подкласс;
- ХХ.ХХ — группа;
- ХХ.ХХ.Х — подгруппа;
- ХХ.ХХ.ХХ — вид.

### ОКОНХ
В 2003 году ОК 029-2001 заменил собой Общесоюзный классификатор отраслей народного хозяйства (ОКОНХ), действовавший с 1976 по 2003 год. ОКОНХ разработан на основании постановлений партии и правительства СССР и являлся составной частью Единой системы классификации и кодирования технико-экономической информации, используемой в автоматизированных системах управления в народном хозяйстве.
ОКОНХ был предназначен для обеспечения машинной обработки информации для управления народным хозяйством и используется для решения задач АСУ различных уровней управления и обеспечения их информационной совместимости. ОКОНХ представляет собой группировки видов деятельности по отраслям, отличающимся характером функций, выполняемых ими в общей системе общественного разделения труда. При помощи классификатора изучается структура народного хозяйства, складывающаяся в процессе расширенного социалистического воспроизводства, характеризуется уровень развития производительных сил социалистического общества, степень развития общественного разделения труда. ОКОНХ призван обеспечить группировку предприятий и организаций по отраслям с целью обеспечения научного анализа межотраслевых связей и пропорций в развитии народного хозяйства, сопоставимости показателей при анализе экономической эффективности общественного производства и роста производительности общественного труда, а также увязки плановых и отчетных показателей, характеризующих развитие экономики и культуры страны.
Внутри крупных отраслей народного хозяйства, складывающихся на основе общественного разделения труда, выделяются более дробные отрасли, которые представляют собой совокупность предприятий, производящих однородную продукцию, или совокупность учреждений, организаций, связанных с выполнением определенных общественных функций.
Классификационной единицей отрасли является состоящее на самостоятельном балансе предприятие, учреждение, организация. Каждое отдельное предприятие (организация), в зависимости от характера основного вида деятельности, может быть отнесено к одной какой-либо отрасли народного хозяйства.
Если на предприятии, в учреждении, организации имеются подсобно-вспомогательные производства и подразделения, осуществляющие различные по своему характеру функции, и если они имеют самостоятельную систему учета и выделены в отдельные учетные единицы (например, жилищно-коммунальные, медицинские, культурно-бытовые, промышленные, сельскохозяйственные, строительные, торговые и др.), то такие производства и подразделения относятся к тем отраслям народного хозяйства, которые соответствуют характеру их деятельности в общественном разделении труда. Например, подсобное сельское хозяйство при промышленном предприятии должно быть отнесено к отрасли «Сельское хозяйство», подсобное промышленное производство при стройке — к отрасли «Промышленность» и т. д.
Структурные подразделения предприятий и организаций (цехи, мастерские, отделы), осуществляющие внутренние перевозки, снабженческо-сбытовую деятельность, организации и пункты связи, машиносчетные станции, а также базы и склады предприятий, учреждений и организаций, не выделенные на самостоятельный баланс, учитываются по основной деятельности этих предприятий, учреждений и организаций. Исходя из этого в отрасли «Промышленность», например, учитывается промышленно-производственная деятельность промышленных предприятий, состоящих на самостоятельном балансе, и подсобные промышленные производства при непромышленных организациях, выделенные в отдельные учётные единицы; в отрасли «Сельское хозяйство» — сельскохозяйственная деятельность совхозов, колхозов и подсобные сельскохозяйственные производства при предприятиях и учреждениях, выделенные в отдельные учётные единицы; в отрасли «Строительство» — строительно-монтажная деятельность и т. д.
Структура:
- 10000 — Промышленность
- 20000 — Сельское хозяйство
- 30000 — Лесное хозяйство
- 40000 — Рыбное хозяйство
- 50000 — Транспорт и связь
- 60000 — Строительство
- 70000 — Торговля и общественное питание.
- 80000 — Материально-техническое снабжение и сбыт
- 81000 — Заготовки
- 82000 — Информационно-вычислительное обслуживание
- 83000 — Операции с недвижимым имуществом
- 84000 — Общая коммерческая деятельность по обеспечению функционирования рынка
- 85000 — Геология и разведка недр, геодезическая и гидрометеорологическая службы
- 87000 — Прочие виды деятельности сферы материального производства, которые собираются по двум первым знакам.
- 90000 — Жилищно-коммунальное хозяйство
- 90300 — Непроизводственные виды бытового обслуживания населения
- 91000 — Здравоохранение, физическая культура и социальное обеспечение
- 92000 — Народное образование
- 93000 — Культура и искусство
- 95000 — Наука и научное обслуживание
- 96000 — Финансы, кредит, страхование и пенсионное обеспечение
- 97000 — Управление
- 98000 — Общественные объединения
- 99000 — Экстерриториальные организации и органы.

По ряду группировок классификатора код установлен в порядке исключения против принятого правила формирования кодов в целом для классификатора.